# فریدرایشسهاگن
فریدرایشسهاگن (به آلمانی: Berlin-Friedrichshagen) یک منطقهٔ مسکونی در آلمان است که در Treptow-Köpenick واقع شده‌است. فریدرایشسهاگن ۱۷٬۲۸۵ نفر جمعیت دارد.